# Liste der Biografien/Elh
Liste der Biografien |
Portal Biografien |
Personensuche
# |
A |
B |
C |
D |
E |
F |
G |
H |
I |
J |
K |
L |
M |
N |
O |
P |
Q |
R |
S |
T |
U |
V |
W |
X |
Y |
Z |
?
 
Ea |
Eb |
Ec |
Ed |
Ee |
Ef |
Eg |
Eh |
Ei |
Ej |
Ek |
El |
Em |
En |
Eo |
Ep |
Eq |
Er |
Es |
Et |
Eu |
Ev |
Ew |
Ex |
Ey |
Ez
 
Ela |
Elb |
Elc |
Eld |
Ele |
Elf |
Elg |
Elh |
Eli |
Elj |
Elk |
Ell |
Elm |
Eln |
Elo |
Elp |
Elr |
Els |
Elt |
Elu |
Elv |
Elw |
Ely |
Elz
Die Liste der Biografien führt alle Personen auf, die in der deutschsprachigen Wikipedia einen Artikel haben. Dieses ist eine Teilliste mit 15 Einträgen von Personen, deren Namen mit den Buchstaben „Elh“ beginnt.

## Elh

### Elha
- Elhajli, Miriam, amerikanische Musikerin (Gesang, Gitarre, Komposition) und Musikwissenschaftlerin
- Elham, Gholam-Hossein, iranischer PolitikerGholam-Hossein Elham

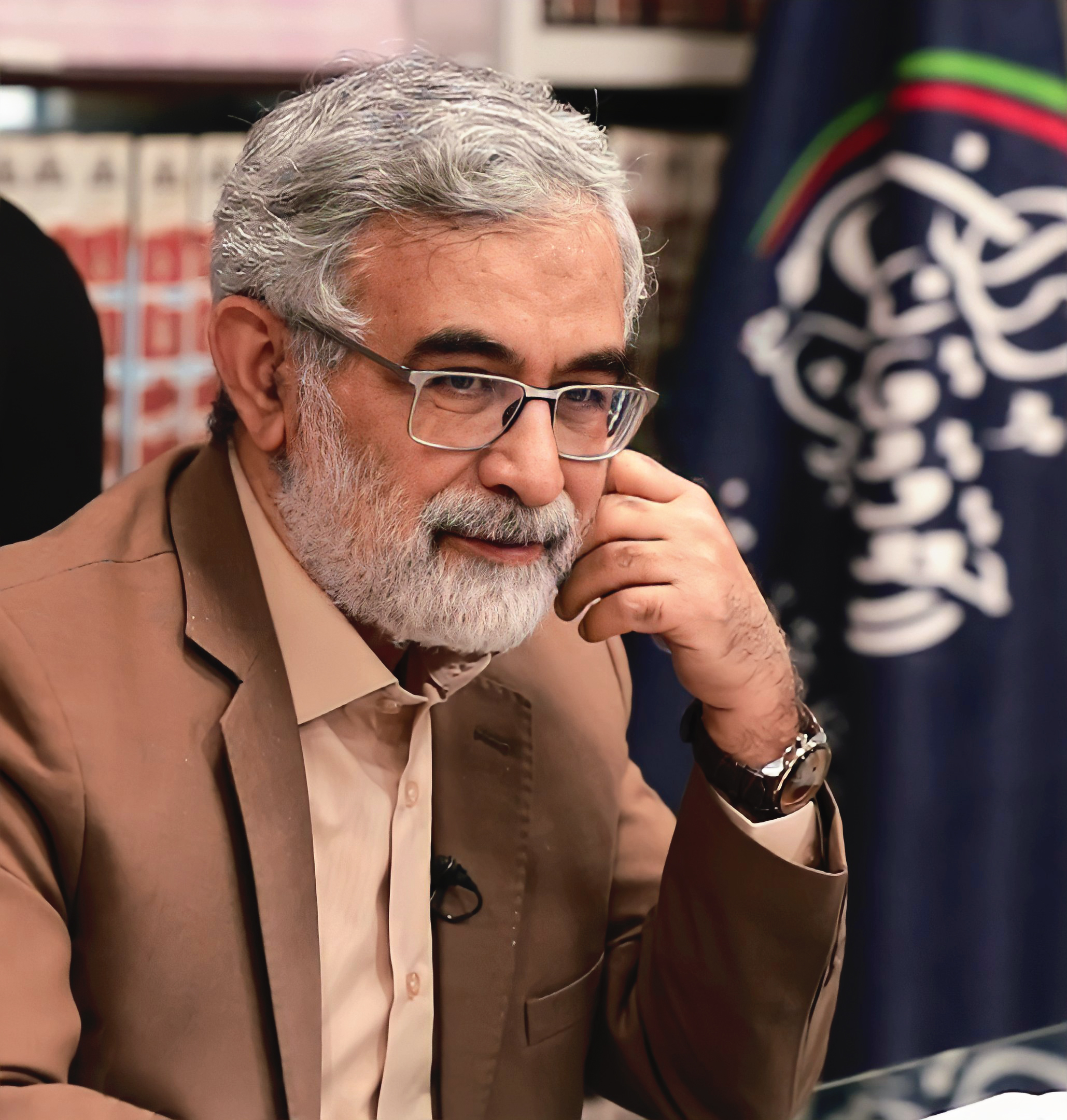
Gholam-Hossein Elham

- Elhammamy, Nadien (* 2007), ägyptische Squashspielerin
- Elhanan, Rami (* 1949), israelischer Grafikdesigner und Friedensaktivist
- Elhanani, Arieh (1898–1985), israelischer Architekt, Graphiker und Bildhauer
- Elhardt, Heinrich (1880–1958), deutscher Konditormeister und Politiker (CSU), Mitglied der Verfassunggebenden Landesversammlung in Bayern
- Elharrar, Karine (* 1977), israelische Politikerin
- Elhassan, Amna (* 1988), sudanesische bildende Künstlerin und Architektin

### Elhe
- Elhebshi, Hana (* 1985), libysche Architektin und Aktivistin
- Elhen von Wolfhagen, Tilemann, deutscher Notar, Kleriker und Chronist

### Elhi
- Elhi, Trevor (* 1993), estnischer Fußballspieler
- Elhih, İlayda Elif, türkische Schauspielerin

### Elho
- Elholm, Louise Schack (* 1977), dänische Politikerin

### Elhu
- Elhuyar, Fausto (1755–1833), spanischer Chemiker
- Elhuyar, Juan José (1754–1796), spanischer Chemiker und Mineraloge